# Rhododendron columbianum
Rhododendron columbianum là một loài thực vật có hoa trong họ Thạch nam. Loài này được (Piper) Harmaja miêu tả khoa học đầu tiên năm 1990.

## Hình ảnh

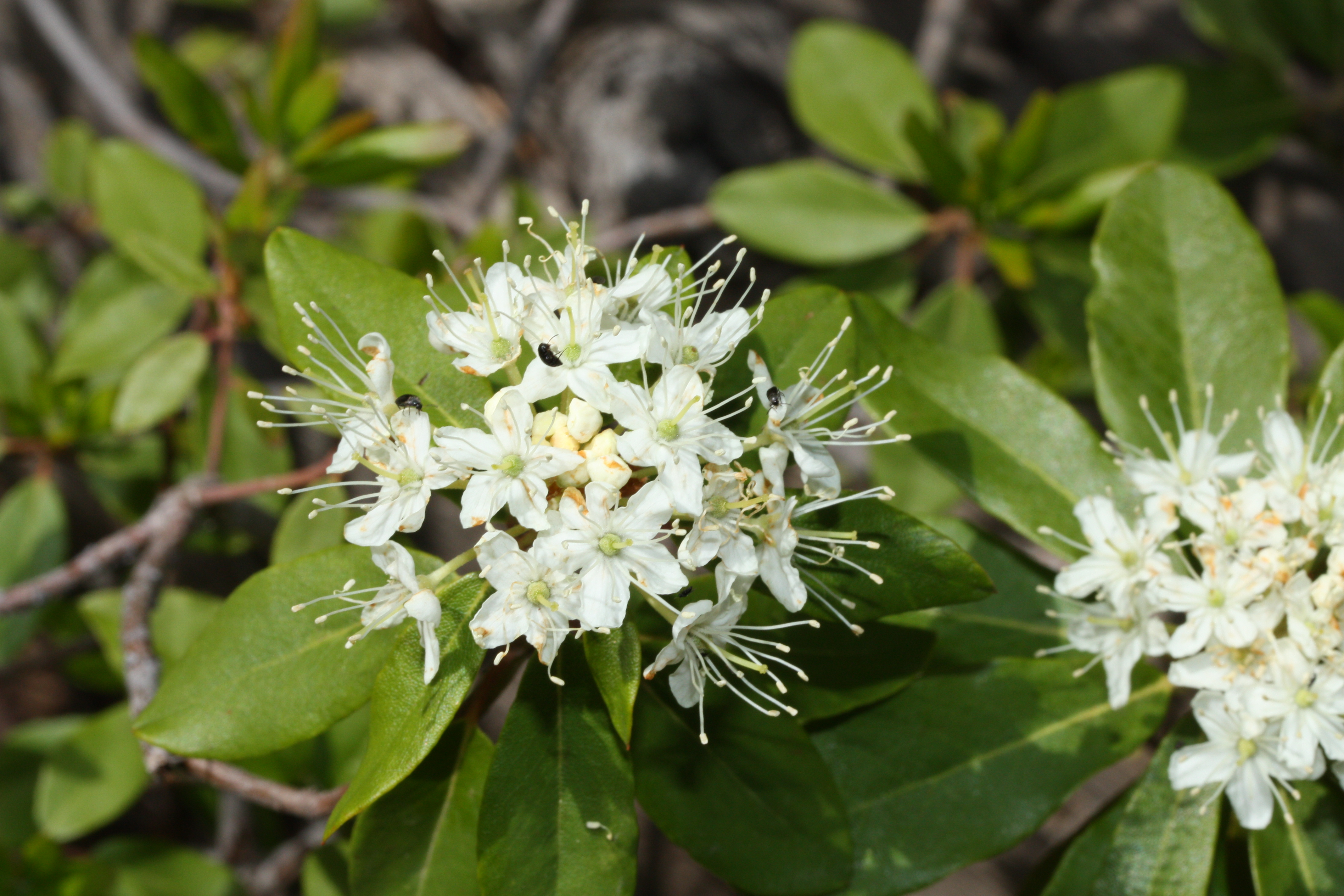
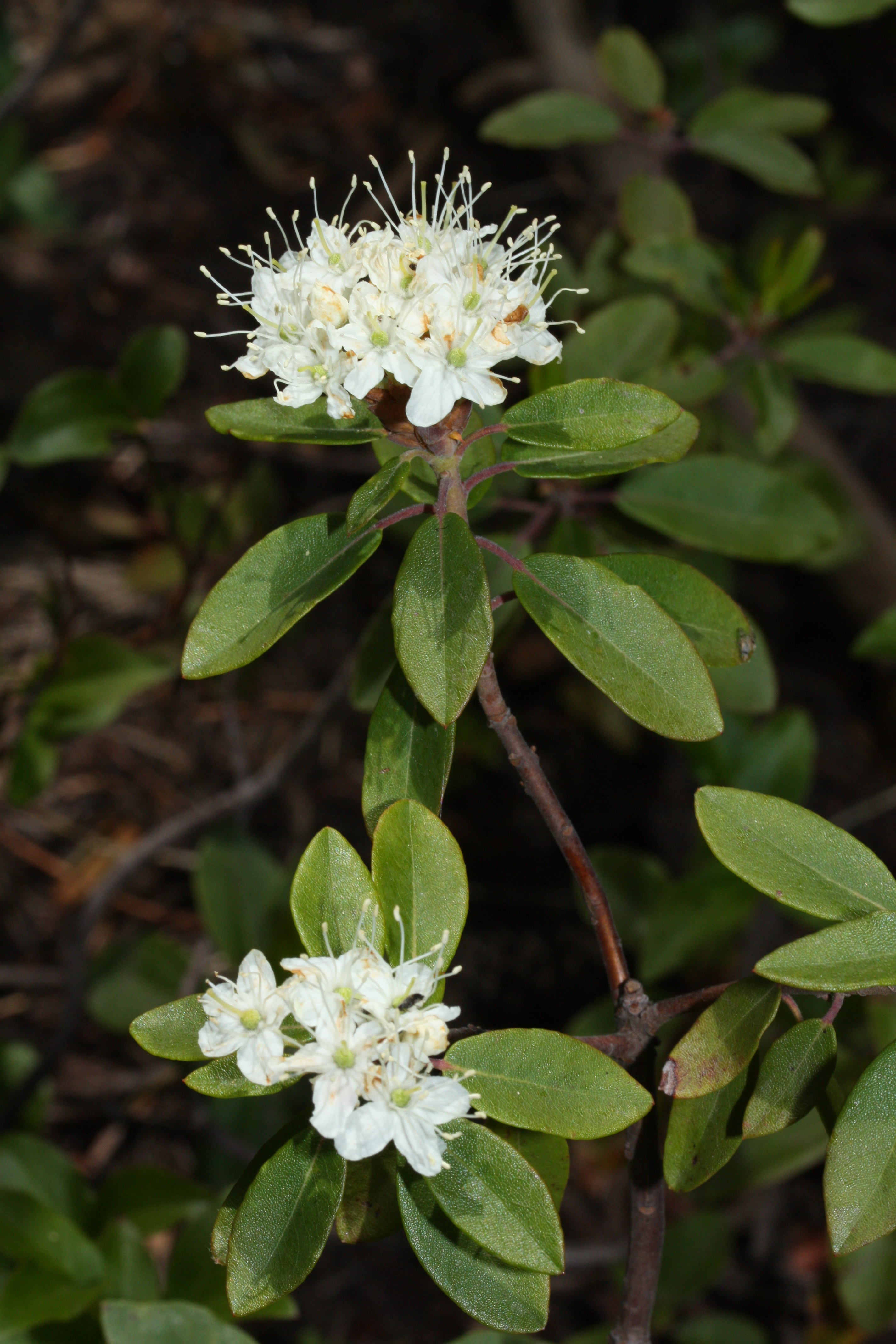
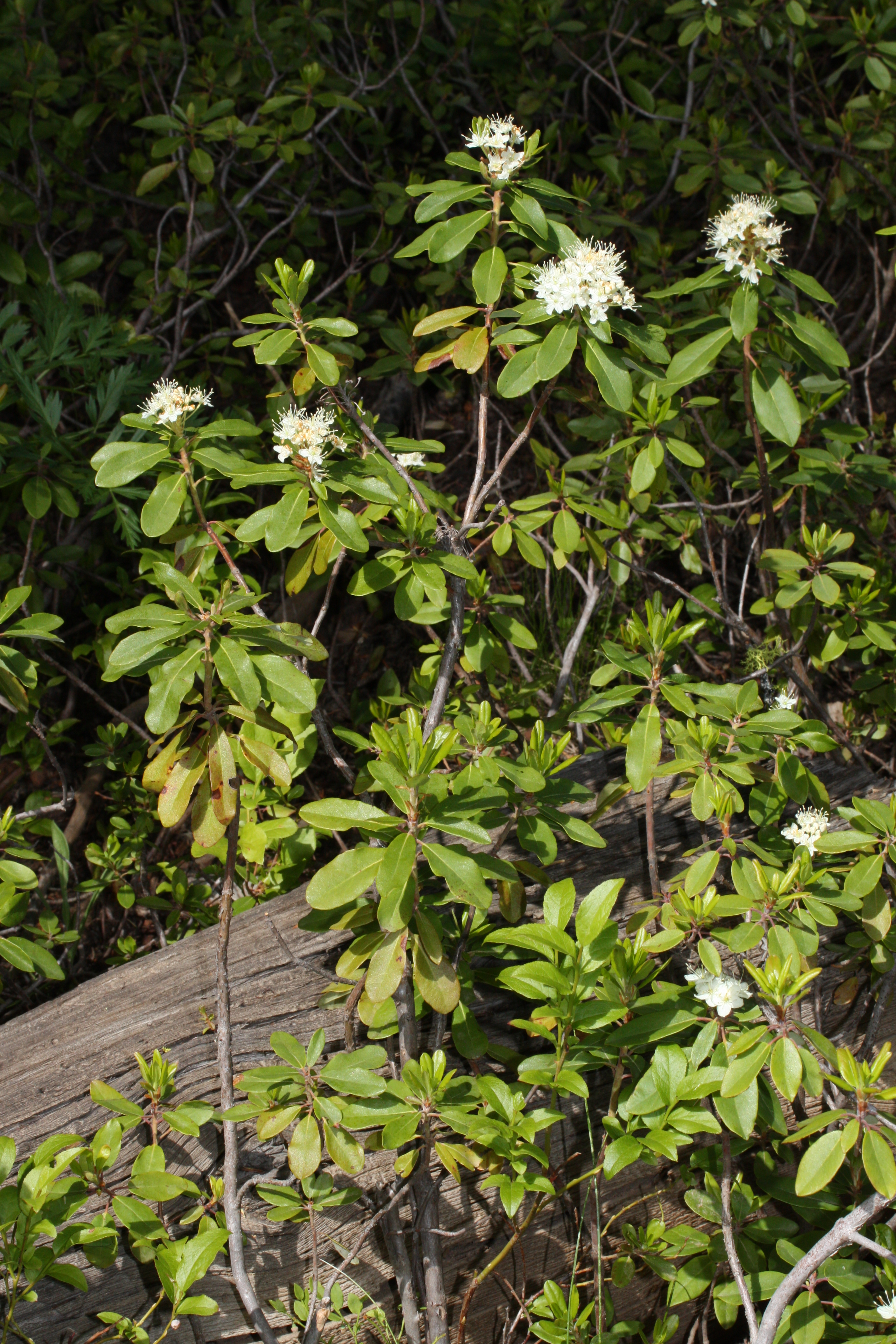
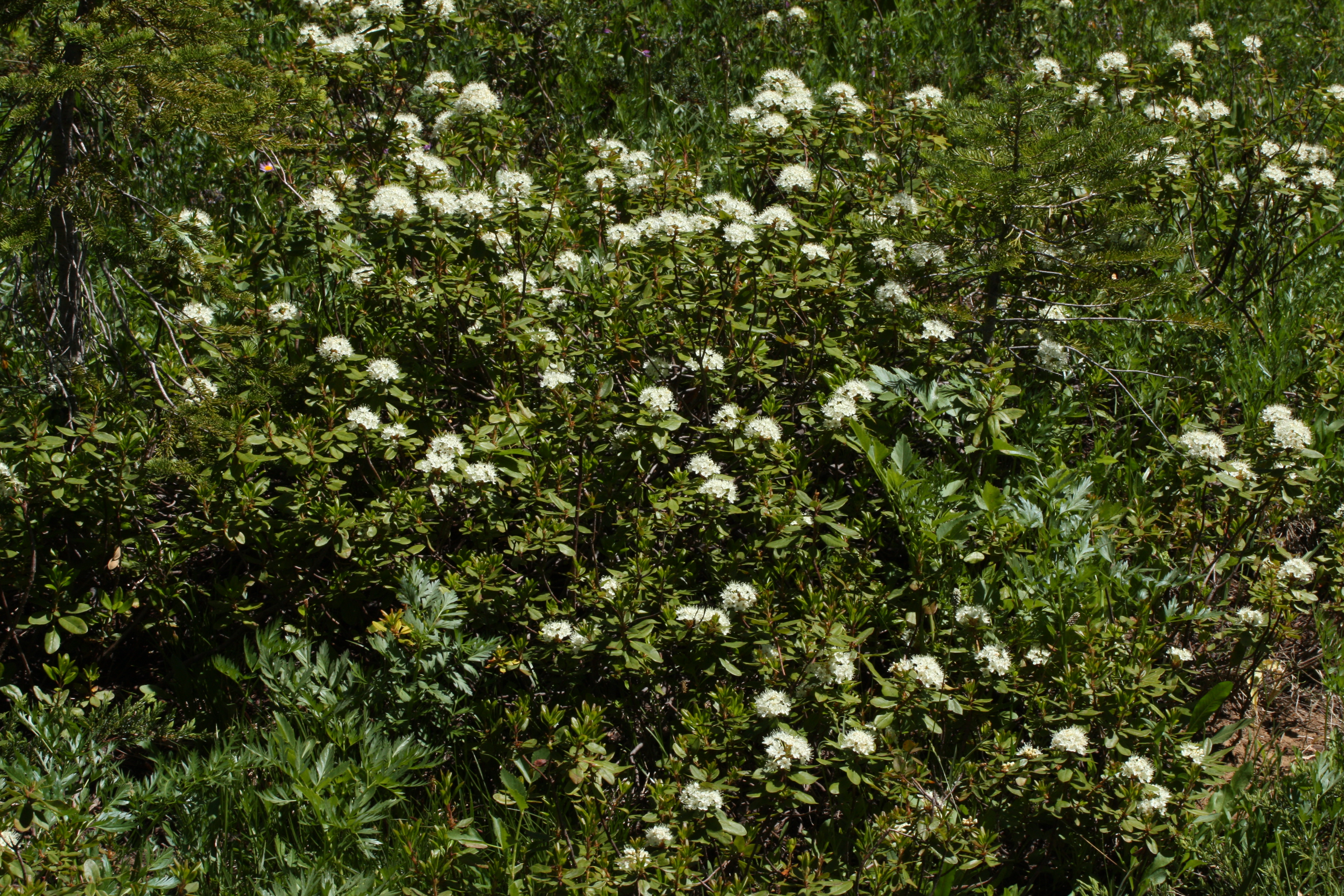